# 飯沼千恵子
飯沼 千恵子（いいぬま ちえこ、1979年9月8日- ）は、日本の女優である。東京都出身。身長166cm。おとめ座、血液型A型。趣味は水泳。特技は日本舞踊(西崎流)、書道など。

## 略歴と人物
- 26歳の時にモデルから転身。
- 根は体育会系だ、と自分の性格を語っている。（ORICON STYLE 記事より）

## 出演

### テレビドラマ
- Ns'あおい（2006年、フジテレビ）
- 赤い奇跡（2006年、TBS） TBSテレビ50周年記念ドラマ特別企画
- 大河ドラマ「功名が辻」（2006年、NHK総合）- 山内家の侍女 かえで 役
- 塀の中の懲りない女たち2（2006年、日本テレビ）- 刑務官 役
- 松本清張スペシャル・共犯者（2006年5月9日、日本テレビ）- 高橋 役
- 家族〜妻の不在・夫の存在〜（2006年、朝日放送）
- Good Job～グッジョブ（2007年、NHK総合）- OL 役
- 新マチベン 〜オトナの出番〜（2007年、NHK総合）- ピアニスト ミホ 役
- パパとムスメの7日間（2007年、TBS）- 内﨑久子 役
- おとり捜査官・北見志穂12（2007年、テレビ朝日系）
- NHKスペシャル「感染爆発〜パンデミック・フルー」（2008年、NHK総合）
- 妻たちからの三行半〜夫たちの(秘)離婚回避マニュアル〜（2008年、フジテレビ）
- 東京大空襲（2008年、日本テレビ）
- 水戸黄門（TBS）
  - 第38部第24話「禁断の園!大奥の謎 -江戸-」（2008年6月30日）- お京の方 役
  - 第43部第7話「家族愛にまさる宝なし -藤枝-」（2011年8月15日）- 志乃 役
- イケ麺新そば屋探偵〜いいんだぜ！〜（2009年、日本テレビ） - 侍女 フカメ役(イケ麺そば屋探偵〜いいんだぜ!〜の続編)
- 連続テレビ小説「ゲゲゲの女房」（2010年、NHK総合） - 塚本暁子 役
- 月曜ゴールデン（TBS）
  - 緑川警部VS86人の容疑者（2009年）
  - 緑川警部 vs 16時02分の路線バス（2010年7月26日）
  - 警視・深町征爾2（2013年7月8日）- 飯田美加子 役
  - 十津川警部シリーズ52 小田原城殺人事件〜一期一会の証言〜（2014年5月12日）- 宝不動産社員・谷村 役
  - SP 八剱貴志（2015年8月31日）- 高瀬 役
- 新春ドラマ特別企画「赤い指〜『新参者』加賀恭一郎再び!」（2011年1月3日、TBS）- 春日井奈津子 役
- JIN-仁 第4話（TBS、2011年5月）- 少女（お初）の母 役
- ランナウェイ〜愛する君のために（TBS、2011年10月 - 12月）- 川上一恵 役
- 土曜ドラマスペシャル「使命と魂のリミット」（2011年11月5日、12日、NHK総合）- 森本久美 役
- 新春ワイド時代劇「忠臣蔵〜その義その愛」（2012年1月2日、テレビ東京）- よし 役
- 金曜プレステージ（フジテレビ）
  - ヤバい検事 矢場健〜ヤバケンの暴走捜査〜2（2013年1月25日）- 看護婦 役
  - 推理作家・池加代子2（2013年）- 志摩育恵 役
- 確証〜警視庁捜査3課（2013年4月 - 6月、TBS）- 弓田英子 役
- なるようになるさ。（2013年7月 - 9月、TBS）- 夏子 役
- SAKURA〜事件を聞く女〜（2014年10月 - 12月、TBS）- 瀬戸有里 役
- ドラマ10「全力離婚相談」（2015年1月 - 2月、NHK総合）- 小宮あかり 役
- 銭の捜査官 西カネ子1（2016年、TBS）
- クロスロード（2016年 - 2017年、NHK BSP）- 生花店「緑の館」店主（第1シリーズ）→ 喫茶店「カフェ・ド・ボタニーク」の店員（第2シリーズ）- 石山のぞみ 役
- プレミアムよるドラマ「初恋芸人」（2016年3月 - 4月、NHK BSP）- 杉山宏美 役
- ドクターカー第4話（2016年5月5日、読売テレビ）- 保育園の先生 役
- PTAグランパ!（2017年、NHK BSP）- 滝口博子 役
- さくらの親子丼（2017年、東海テレビ）- 米松キミ子 役
- 月曜名作劇場「警視庁SP特命係」（2019年、TBS）- 佐野亜季 役
- D&D〜医者と刑事の捜査線〜 第3話（2024年11月1日、テレビ東京） - 児童養護施設教員 役

### CM
- 宝酒造松竹梅上撰

### 映画
- 俺は、君のためにこそ死ににいく（2007年）